# Guerre civile de Navarre

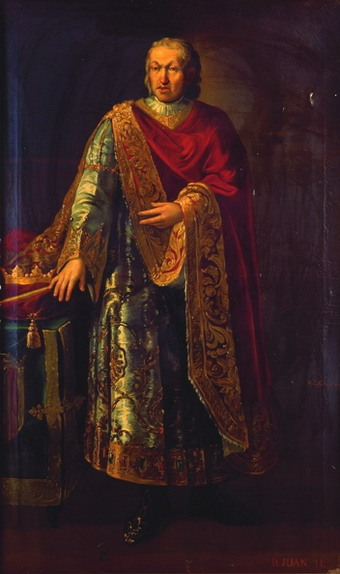
Jean II d'Aragon, roi consort puis usurpateur

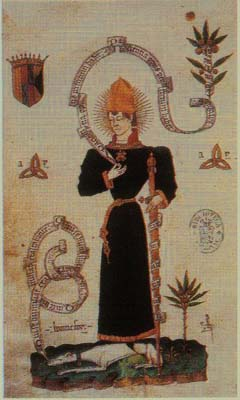
Le prince Charles de Viane

La guerre civile de Navarre est un conflit successoral qui commence en 1451, dix ans après la mort de la reine Blanche Ire de Navarre, alors que la couronne est usurpée par son second époux, le roi Jean II d'Aragon, qui refuse de la céder à leur fils Charles de Viane. Sur ce conflit successoral se greffe la rivalité de deux partis nobiliaires navarrais, les Agramontais et les Beaumontais, et les appétits d'expansion territoriale des puissants royaumes voisins de Castille et d'Aragon.
Le conflit est en réalité peu sanglant, constitué de sabotages et d'escarmouches. On ne déplore que deux assassinats. Ses conséquences n'en sont pas moins importantes puisque cette guerre civile ouvre les portes à l'annexion du royaume par la couronne castillano-aragonaise un demi-siècle plus tard.

## Antécédents
En 1402, la future reine Blanche épouse en premières noces le roi Martin Ier de Sicile, puis en secondes noces, en 1420, le futur roi Jean II d'Aragon. De cette union naît Charles, titré prince de Viane et héritier du trône à partir de 1425, à la mort de son grand-père Charles III et au couronnement de sa mère.
Le nouveau roi consort de Navarre, frère du roi Alphonse V d'Aragon, s'occupe peu des affaires du royaume et, du vivant de la reine, intervient essentiellement dans les conflits opposant les royaumes d'Aragon et de Castille. De son côté, la reine Blanche fait tout pour tenir éloigné son royaume des querelles de ses deux puissants voisins. À sa mort, en application du testament de sa mère, Charles de Viane est nommé lugarteniente (lieutenant ou gouverneur) du royaume et ne peut devenir roi qu'avec le consentement de son père, consentement que ce dernier lui refuse.
Deux factions nobiliaires entretenaient une vieille rivalité dans le royaume de Navarre : les Beaumontais, autour du comte de Lerín Louis de Beaumont, connétable de Navarre, issu de l'entourage du roi Charles III, et les Agramontais, autour de la famille Agramont. Le conflit entre Charles de Viane et son père est pour ces factions l'occasion d'en découdre : les Beaumontais prennent le parti du prince Charles alors que leurs ennemis traditionnels en tiennent pour Jean II d'Aragon.
De son côté, Jean II d'Aragon cherche à détacher un pan de la noblesse castillane pour affronter le roi Jean II de Castille et son fils le futur Henri IV. En 1444, il épouse donc en secondes noces la fille de l'amiral de Castille, Jeanne Enríquez et s'allie ainsi une puissante maison.
En face, les Castillans désirent déstabiliser le roi d'Aragon et tentent de jouer sur les différends entre le père et le fils. Charles de Viane s'enfuit vers les terres basques, alors sous contrôle de la couronne de Castille, pour se placer sous la protection des Oñaciens, alliés des Beaumontais. Il se laisse néanmoins convaincre par son père de retourner en son royaume.
En 1451, alors que les Castillans pénètrent en Navarre pour en occuper certaines places fortes, Charles de Viane passe avec eux une alliance pour affronter son père.

## Le conflit

La guerre civile en Navarre

Ce long conflit se caractérise par le petit nombre d'affrontements armés et se traduit par une série d'expéditions, de sièges, de destruction de récoltes et autres sabotages.
En automne 1451, Charles de Viane et le comte de Lerín sont faits prisonniers lors de la bataille d'Aibar, au cours de laquelle il ne semble même pas y avoir de blessés. Charles reste prisonnier pendant presque deux ans, entre Tafalla, Tudela, Mallén, Monroy et Saragosse. Pendant ce temps, le royaume se polarise entre les deux partis et les Cortes sont partagées. Selon l'historien José María Lacarra (es) l'ensemble de la Navarre appuie le prince à l'exception des cités de la Ribera de Navarre, que Jean II d'Aragon avait octroyées à ses amis, ainsi, que les places fortes d'Estella, Sangüesa et Tudela.
En 1455, dans le but de débloquer la situation, Jean II d'Aragon convoque à Barcelone sa deuxième fille Éléonore, épouse du comte Gaston IV de Foix-Béarn, pour lui offrir la succession au trône de Navarre. En contrepartie, le comte de Foix devait prendre le contrôle de Pampelune et autres places fortes rebelles. Avec l'accord du roi de France Louis XI, Gaston de Foix occupe la Basse-Navarre et se dirige vers la ville de Sangüesa, où le rejoint son épouse. Jean II d'Aragon déshérite donc le prince de Viane au profit des comtes de Foix, bafouant d'ailleurs au passage les droits de sa fille aînée, Blanche, répudiée par le prince Henri de Castille. En réaction, Charles de Viane se rend à Naples pour gagner l'appui de son oncle le roi Alphonse Ier le Magnanime. Alphonse meurt malheureusement en 1458 et le royaume de Naples échoit à Jean II d'Aragon.

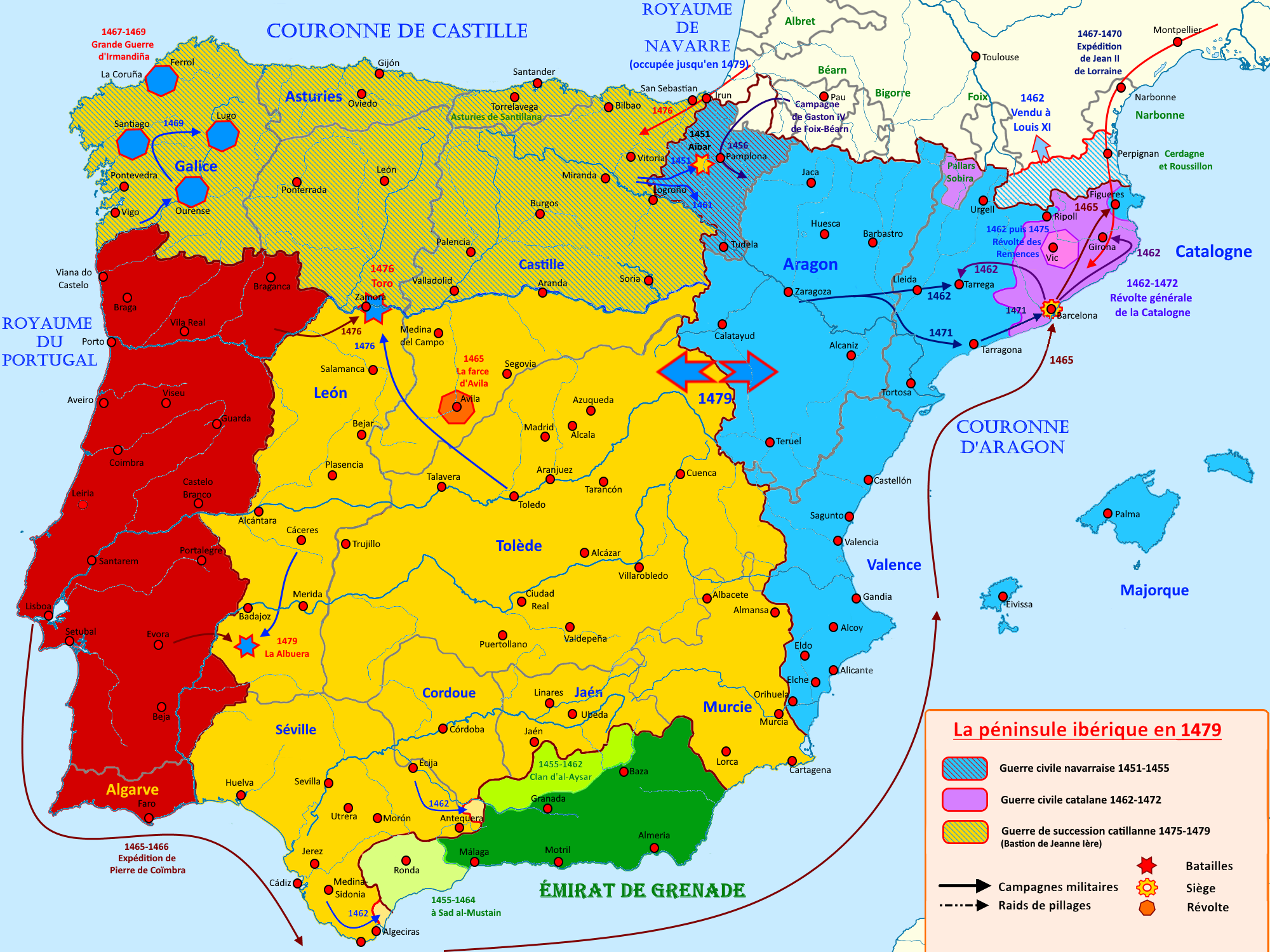
La guerre civile navarraise de 1451 à 1455

## Mort de Charles de Viane et de Blanche d'Aragon
Charles trouve un fort soutien en Catalogne, en particulier dans la bourgeoisie possédante (la Busca) qui tente de préserver le pactisme contre les visées absolutistes du roi d'Aragon (voir la Guerre civile catalane). En 1460, un accord est trouvé pour ramener la paix ; les places fortes beaumontaises se rendent. De nouveaux frottements avec la Castille débouchent sur un second emprisonnement du prince de Viane, qui est enfermé à Lérida. Ses partisans se soulèvent derechef et la Catalogne s'enflamme. Charles est libéré en 1461, en grande partie grâce à la rébellion catalane, mais meurt 16 jours après sa libération. La cause du décès, la tuberculose, est mise en doute par la majorité de ses partisans, qui estiment qu'il a été assassiné sur l'ordre du roi ou de sa belle-mère, Jeanne Enríquez, rumeurs qui provoquent de nouveaux soulèvements. Ces troubles incitent le roi Henri IV de Castille à s'allier aux révoltés catalans alors que Jean II d'Aragon trouve un allié en la personne du roi de France Louis XI, contre cession des revenus de la Catalogne et de la Cerdagne. Notons que, paradoxalement, la France et la Castille maintiennent leur alliance datant de la guerre de Succession de Castille.
Pendant ce temps, Blanche d'Aragon, théoriquement en droit de revendiquer la couronne de Navarre, est enfermée à Olite par son père, « aux bons soins » de sa propre sœur Éléonore et sous l'autorité de Gaston de Foix. Le 23 avril 1462, elle est transférée au Béarn. Craignant d'être empoisonnée, Blanche rédige un testament à Saint-Jean-Pied-de-Port, qui désigne son cousin et ex-époux Henri IV de Castille comme héritier du trône navarrais. Elle meurt le 2 décembre 1464 à Orthez, victime d'un poison administré par une dame de compagnie de sa sœur.
Jean II d'Aragon fait bien évidemment la sourde oreille aux décisions de Louis XI portant sur le testament de Blanche. La Castille retire ses troupes et une trêve générale est convenue dans le courant de l'année 1464, avec réconciliation de Jean II d'Aragon et de Louis de Beaumont.

## Retournements d'alliance
En septembre 1468, Jean II d'Aragon exprime à sa fille Éléonore, par écrit, son désaccord sur un certain nombre de questions d'autorité alors qu'elle gouverne le royaume de Navarre en son nom, la menace au cas où elle agirait contre son intérêt et lui rappelle qu'elle ne peut agir sans son autorisation. Lors d'une réunion des Cortes organisée par l'évêque de Pampelune Nicolás de Echábarri, les esprits s'échauffent à la lecture des menaces proférées par le roi d'Aragon. L'évêque est assassiné peu après et Éléonore et Gaston de Foix entrent en rébellion contre Jean II et Jeanne Enríquez.
Cette fois-ci, les agramontais se rangent aux côtés d'Éléonore contre son père Jean II ; de leur côté, les beaumontais soutiennent le roi contre sa fille. L'ambition de Jeanne Enríquez est d'unir la Navarre aux couronnes de Castille et d'Aragon en la personne de son fils Ferdinand, marié depuis 1469 à Isabelle de Castille.

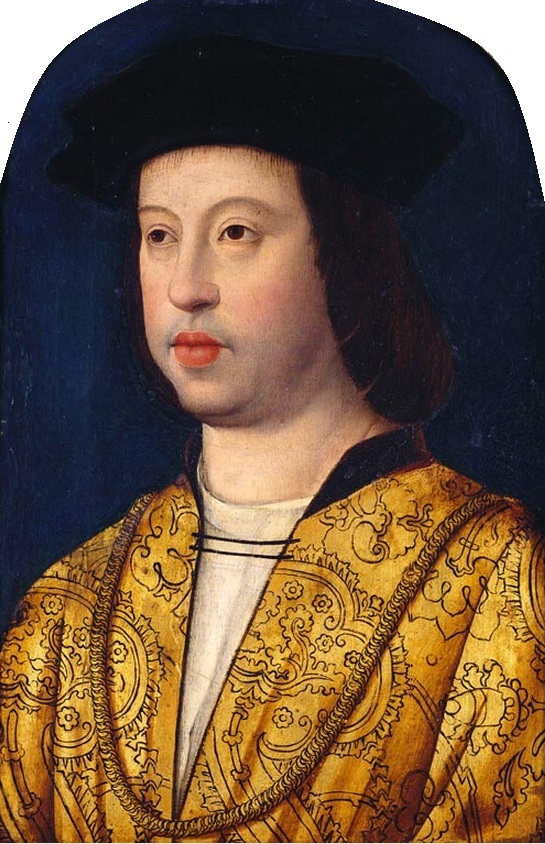
Ferdinand II d'Aragon, dit le catholique

Lors de leur rencontre du 20 juin 1467, Jeanne et Éléonore se mettent d'accord pour que cette dernière hérite de la couronne de Navarre mais renonce à hériter celle d'Aragon.
En 1474, à la mort d'Henri IV, Isabelle devient reine de Castille ; son époux Ferdinand en profite pour étendre encore son intervention dans les affaires navarraises. Le 6 mai 1476, il défie son père et sa sœur en s'intitulant, dans un document écrit, « Par la grâce de Dieu, roi de Navarre, de Castille, de León, de Portugal, de Sicile et premier-né d'Aragon ».
Le 2 octobre de la même année, au prétexte d'éviter l'entrée des Français en Navarre, les rivaux s'accordent sur une trêve de huit mois pour négocier une paix définitive. dans ce contexte, Ferdinand obtient le contrôle des places fortes de Pampelune, Viane, Puente la Reina, Huarte-Araquil, Lumbier, Torralba, Zúñiga, Artajona, Larraga, Lerín, Mendavia et Andosilla, qui viennent s'ajouter à celles déjà sous contrôle castillan depuis 1463, comme Laguardia, San Vicente de la Sonsierra et Los Arcos. 900 soldats castillans prennent leurs quartiers en Navarre, dont 150 à Pampelune. Les Beaumontais, alliés du roi consort de Castille, confortent leurs positions et les plaintes d'Éléonore sur le sujet ne font l'objet d'aucune attention de la part de son père.
À la fin de l'année, Ferdinand sollicite de son père le « gouvernement des affaires navarraises ». Deux ans plus tard, il obtient la forteresse d’Estella en tant que roi de Castille et donc la suzeraineté sur le comté de Lerín. Petit à petit, Ferdinand obtient le contrôle et la capacité de nomination des dirigeants du pays comme les juges de la Cour Suprême de Navarre, les auditeurs de la Cour des Comptes du royaume...

## La succession et la mainmise castillano-aragonaise
Après la mort de Jean II d'Aragon, le 19 janvier 1479, Éléonore est proclamée reine de Navarre mais meurt dès le 12 février suivant. Elle désigne son héritier en la personne de son petit-fils François Fébus, mineur à cette date, tout en lui recommandant de s'allier avec le roi de France. La régence est exercée par la mère de François, Madeleine de France. Les Rois catholiques exercent en vain des pressions pour marier la sœur de l'héritier, Catherine à l'infant Jean. La mort prématurée de François Fébus, en 1483, donne la couronne à Catherine, qui, l'année suivante, épouse Jean d'Albret.
Le 12 novembre 1486, Ferdinand II unifie le commandement militaire à la frontière navarraise et y intègre les troupes aragonaises. L'année suivante, il supprime les sauf-conduits des marchands navarrais et soumet l'autorisation de circuler à sa propre volonté.
En 1487, les familles de Lerín et de Nájera s’allient par l'union de leurs héritiers. En 1488, le traité de Valence, signé par les souverains de Navarre et les Rois catholiques, amène la réouverture de la frontière pour les échanges commerciaux mais ne reconnaît pas à Catherine son titre de reine de Navarre et impose la présence de troupes castillanes dans le royaume, sous les ordres du capitaine général Juan de Ribera. De nouvelles tractations ont lieu en janvier 1489, puis en 1491, retardant la cérémonie de couronnement de Jean et Catherine. L'accord trouvé laisse le royaume de Navarre sous tutelle castillane, avec limitation des troupes navarro-gasconnes, serment de fidélité des gouverneurs et garnisons des places fortes navarraises aux Rois catholiques, subordination du mariage des héritiers du trône de Navarre à l'accord préalable des monarques castillano-aragonais. Le couronnement des souverains navarrais a finalement lieu le 13 janvier 1494, alors que les troupes castillanes stationnent dans le royaume.

## Les prémices à l'annexion

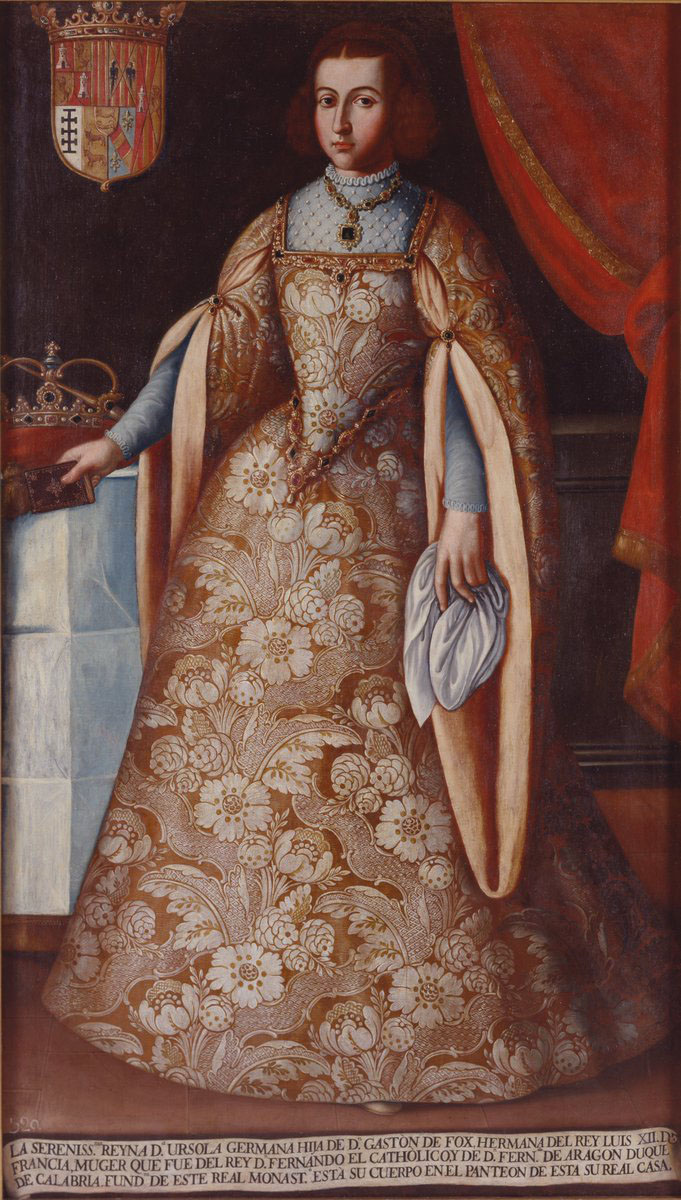
Germaine de Foix.

En 1495, Alain d'Albret, père de Jean d'Albret, s'accorde avec Ferdinand II pour mettre un terme aux intrigues politiques. Par les termes de cet accord, le comte de Lerín doit quitter le royaume et ses possessions passent à Ferdinand II ; en contrepartie, il reçoit des possessions en Castille. Ferdinand II contrôle donc d'importantes cités et forteresses en plus de ses troupes stationnées dans le royaume de Navarre à Olite. En réalité, la Castille occupe militairement la Navarre à partir de 1497. En 1497, les Rois catholiques proposent en vain au roi de France Charles VIII d'échanger l'annexion de la Navarre par la Couronne castillano-aragonaise contre le royaume de Naples, pourtant objet de convoitise pour le monarque français (voir la  première guerre d'Italie).
À partir de 1500, plusieurs tentatives d'union matrimoniales entre les descendants des rois de Navarre et des membres de la famille des Rois catholiques sont vouées à l'échec. Ferdinand II, devenu veuf, choisit d'épouser en secondes noces Germaine de Foix, fille du vicomte de Narbonne Jean de Foix qui a lui aussi des visées sur le trône de Navarre, et scelle ainsi un accord avec le roi de France Louis XII.
Le comte de Lerín meurt en 1508 en exil et son fils, Louis de Beaumont, s'appuie sur les Castillans pour tenter de récupérer les possessions familiales. La Cour de Castille évoque ouvertement l'invasion du royaume de Navarre et, de son côté, le roi de France entend récupérer la Navarre, ou tout au moins le Béarn et les domaines de la maison de Foix.
La défaite du parti beaumontais et l'exil du comte de Lerín aurait pu suffire à clore cette guerre de succession si le petit royaume de Navarre ne s'était trouvé coincé entre une Espagne en pleine formation et au début de la constitution de son empire, et un royaume de France aux visées hégémoniques européennes. En fait, quelques années plus tard, en 1512, Ferdinand II envahit le royaume et conquiert définitivement la région au sud des Pyrénées (qui devient la Haute-Navarre) et temporairement la majeure partie du royaume outre-Pyrénées (la Basse-Navarre, qui sera reconquise dans le courant du siècle et réunie au royaume de France avec l'accession de Henri IV).

## Source
- (es) Cet article est partiellement ou en totalité issu de l’article de Wikipédia en espagnol intitulé « Guerra Civil de Navarra » (voir la liste des auteurs).